# Lytechinus williamsi
Espèce
Lytechinus williamsi est une espèce d’oursins tropical de la famille des Toxopneustidae.

## Description
C'est un oursin régulier de forme arrondie et bombée, pouvant atteindre 5 cm de diamètre, avec des piquants de 3 cm de long. Ses radioles (piquants) sont nombreuses, pointues, densément réparties mais courtes, sont ornées de crêtes caractéristiques, et elles laissent parfois apparaître les sutures radiales entre les aires du test, rehaussées de rouge. Ces oursins sont d'une couleur variable, usuellement claire (parfois rosâtre), et les piquants sont d'une couleur plus marquée, qui peut aller du blanc au vert pomme. On le distingue surtout des autres espèces de son genre (comme Lytechinus variegatus) par ses pédicellaires terminés par des globes colorées de pourpre sombre.

## Habitat et répartition
Cet oursin vit se rencontre sur les récifs entre 5 et 25 mètres de profondeur (parfois jusqu'à 92 m).
On le trouve dans tout le Golfe du Mexique,, mais il est plus abondant à Panama, Belize et aux Keys (Floride).

## Écologie et comportement
La reproduction est gonochorique, et mâles et femelles relâchent leurs gamètes en même temps en pleine eau, où œufs puis larves vont évoluer parmi le plancton pendant quelques semaines avant de se fixer.
Cet oursin est de mœurs nocturnes, et il passe généralement la journée dissimulé dans des anfractuosités. Contrairement à certains de ses cousins, il ne porte jamais volontairement des objets au-dessus de lui pour se protéger.